# Lijst van burgemeesters van Graft-De Rijp
Dit is een lijst van burgemeesters van de Nederlandse gemeente Graft-De Rijp in de provincie Noord-Holland sinds haar stichting in 1970 tot 1 januari 2015 toen die gemeente met Schermer opging in de nieuwe gemeente Alkmaar.
| Ambtsperiode        | Naam burgemeester               | Partij of stroming | Bijzonderheden                                                   |
| ------------------- | ------------------------------- | ------------------ | ---------------------------------------------------------------- |
| 1970 - 1975         | Henk (H.J.) over de Linden      | PvdA               | sinds september 1966 al burgemeester van zowel Graft als De Rijp |
| 1 april 1976 - 1991 | Marianne de Jong-Meijer         | PvdA               |                                                                  |
| 1 juni 1991 - 1999  | Wim (W.M.J.) Denie              | PvdA               |                                                                  |
| 1999 - 2000         | Hanneke (J.M.) van Wel-Karbet   | CDA                | waarnemend                                                       |
| 2000 - 2014         | Ria (H.R.) Oosterop-van Leussen | D66                |                                                                  |